# ニコラモデルオーディション
ニコラモデルオーディションは、新潮社が中学生向けファッション雑誌『ニコラ』の誌上でほぼ一年間隔で実施しているオーディション。略称はニコモオーデやニコモオーディション。
旧名称はニコラ読者モデルオーディション（ニコラどくしゃモデルオーディション）だが、一般的な意味の読者モデル（アマチュアの立場のまま紙面に登場する）を選出する仕組みではない（後述）。

## 概説
『ニコラ』誌上に登場するファッションモデルである「ニコモ」を選出するオーディション。合格者は全員、芸能プロダクションと契約を結ぶことになる。
過去には、卒業後に人気女優になった新垣結衣や川口春奈・池田エライザ・南沙良など、人気ニコモの半数ほどがオーディションから輩出されているため、芸能界への登竜門として多くの小中学生から注目されている。また我妻三輪子らがグランプリに選ばれた2002年夏の第6回オーディションの場合、一次審査を通過し誌面に仮登場しながらも最終起用に結びつかなかった者として平山綾（女優）、赤谷奈緒子（ファッションモデル）、上堂薗恭子（元グラビアアイドル）、多部未華子（女優）、入船加澄実（元グラビアアイドル）が、後に他ルートから芸能デビューしている。

## ルールと状況
基本的にオーディションは毎年6月号から告知・募集され、10月号で最終発表となっていたが、2024年より10月号でファイナリスト(最終審査進出者)を発表し、読者投票のうえ12月号でグランプリを発表する方式になっている。初期にはグランプリ、準グランプリを分けて発表していたが、2001年からは区別がなくなり、受賞者全員がそのままグランプリとなる新ルールに変更された。グランプリの数は決まっていないが、最近は4～6人となっている。2022年以降は芸能事務所の所属者も応募可能。応募方法については長らく誌面についている応募用紙に記入し郵送する郵送応募のみであったが、2020年の第24回よりネット応募が可能になっている。また、2025年の第29回より応募用紙を会場に持参し一次審査より面接をおこなう「いきなり面接」が新たな応募方法として追加される。
応募資格は、10歳（小5）〜15歳（中3）までの女児で、国籍・居住地は問わない。第10回頃までは毎回5,000人ほどの参加にとどまったが、2000年代以降は増加の傾向が見られ、2010年に開催された第14回のオーディションでは過去最多の15,650人の応募があった。近年は再び減少傾向にあり、2024年に行われた第28回の応募総数は7,634人であった。最終審査に残るのは難しく、第28回の7,634人の応募者の中で最終審査に残った人数は18人、最終的なグランプリは4人だった。
2024年の第28回では、ファイナリストのうち、グランプリを受賞できなかった希望者全員が、専属読者モデル「二コラガールズ」として活動できる制度が新設された。

## 過去の結果
各ニコモの学年は全て発表当時のもの。
| 回数   | 募集号                    | 発表号       | 応募者数             | 書類審査 | 最終審査 | グランプリ | 準グランプリ                                                                                         |
| ------ | ------------------------- | ------------ | -------------------- | -------- | -------- | --- | --- |
| 第1回  |                           | 1998年10月号 | 5,062人              | 59人     | 52人     | 清光りさ（中1） | 前田紀至子（中1）・白順玉（中2・愛媛県）・高橋加奈（中2）                                            |
| 第2回  |                           | 1999年10月号 | 4,238人              | 不明     | 不明     | 榎本亜弥子（中2・東京都） | 篠原沙弥（中2・愛媛県）・（詳細不明）                                                                |
| 第3回  | 2000年6・7月号            | 2000年10月号 | 不明                 | 不明     | 不明     | 小森裕佳（中1・富山県）・長屋光紗（中3・岐阜県） | 小口桃子（中2・山梨県）・森田美穂（中1・岐阜県）・佐藤麻奈（中1・東京都）・松本玲奈（小5・神奈川県） |
| 第4回  | 2001年6・7月号            | 2001年10月号 | 5,530人              | 不明     | 11人     | 新垣結衣（中1・沖縄県）・塚越星良（中2・東京都）・太田莉菜（中2・千葉県）・内田真莉菜（中1・大阪府）・日笠麗奈（中1・岡山県）                                                                  | |
| 第5回  | 2001年12月号              | 2002年4月号  | 4608名               | 不明     | 不明     | 奈良岡由紀（新中1・東京都）・坂本真里亜（新中1・大阪府） | |
| 第6回  |                           | 2002年10月号 | 不明                 | 不明     | 不明     | 尻無浜冴美（中1・東京都）・久保由利香（中1・奈良県）・木原陽子（小6・香川県）・我妻三輪子（小6・東京都）                                                                                       | |
| 第7回  | 2003年6・7月号            | 2003年10月号 | 5,978人              | 不明     | 不明     | 関千紘（中2・茨城県）・丹羽未来帆（中2・愛知県）・近藤里沙（中1・三重県）・岡本玲（小6・和歌山県）・菅聡美（小6・東京都）・鈴木里穂（小6・東京都）・ヘスリンク ニコル（中2・米国バーモント州） | |
| 第8回  | 2004年6・7月号            | 2004年10月号 | 4,970人              | 50人     | 13人     | 遠藤瞳（中1・茨城県）・亀澤杏奈（中1・愛知県）・林由佳（中1・岐阜県）・山田絵里奈（中1・愛知県）・長尾遥圭（小6・岐阜県）                                                                      | |
| 第9回  | 2005年6・7月号            | 2005年10月号 | 5,090人              | 51人     | 12人     | 山根里菜（中1・広島県）・高橋美帆（小6・岩手県）・伊藤沙耶（中1・福島県）・野崎夏帆（中1・東京都）                                                                                             | |
| 第10回 | 2006年6・7月号            | 2006年10月号 | 5,986人（当時最多）  | 69人     | 12人     | 能年玲奈（中1・兵庫県）・日南響子（中1・愛知県）・指野春奈（中2・岡山県）・溝口恵（小6・佐賀県）・寺本來可（中2・埼玉県）・池田琴弥（中1・大阪府）                                             | |
| 第11回 | 2007年6・7月号            | 2007年10月号 | 7,780人(当時最多)    | 65人     | 14人     | 本多葵（中1・福島県）・石川紗都美（中2・神奈川県）・山越小妃江（中1・北海道）・立石晴香（中1・大阪府）・川口春奈（中1・長崎県）                                                                | |
| 第12回 | 2008年6・7月号            | 2008年10月号 | 9,822人(当時最多)    | 66人     | 16人     | 山口実紗（中2・愛知県）・中山絵梨奈（中1・千葉県）・宮下みらい（中1・山梨県）・岡部真子（中1・静岡県）・野中葵（小6・千葉県）・田中若葉（小5・愛知県）                                         | |
| 第13回 | 2009年6・7月号            | 2009年10月号 | 14,076人（当時最多） | 54人     | 13人     | 池田依來沙（中1・福岡県）・春川芽生（中1・大阪府）・古畑星夏（中1・東京都）・松井愛莉（中1・福島県）・藤田ニコル（小6・埼玉県）                                                                | |
| 第14回 | 2010年6・7月号            | 2010年10月号 | 15,650人（歴代最多） | 71人     | 14人     | 藤麻理亜（中1・東京都）・中川可菜（中1・奈良県）・田中日奈子（中1・東京都）・三瓶みなみ（中1・千葉県）・駒形咲希（小6・新潟県）                                                                | |
| 第15回 | 2011年6・7月号            | 2011年10月号 | 12,603人             | 67人     | 14人     | 小林玲美（中1・大阪府）・小山内花凜（中1・東京都）・三上朱里（中1・埼玉県）・高嶋芙佳（小6・千葉県）                                                                                           | |
| 第16回 | 2012年6・7月号            | 2012年10月号 | 12,272人             | 60人     | 16人     | 荻原里奈（中2・長野県）・大谷凜香（中1・宮城県）・倉本彩（中1・佐賀県）・久間田琳加（小6・東京都）・鈴木美羽（小6・神奈川県）                                                                  | |
| 第17回 | 2013年6・7月号            | 2013年10月号 | 10,626人             | 不明     | 不明     | 中村里帆（中2・高知県）・清水凜花（中1・東京都）・塚本凪沙（中1・東京都）・山本優奏（中1・兵庫県）・小林恵月（小6・山梨県）                                                                    | |
| 第18回 | 2014年6・7月号            | 2014年10月号 | 11,256人             | 59人     | 16人     | 中野あいみ (中1・神奈川県)・青島妃菜 (中1・静岡県)・溝部ひかる (小6・大阪府）・南沙良 (小6・神奈川県)・川床明日香 (小6・福岡県)・宮原響 (小6・静岡県)                                          | |
| 第19回 | 2015年6・7月号            | 2015年10月号 | 11,836人             | 72人     | 20人     | 秋田汐梨（中1・京都府）・泉口美愛（中1・兵庫県）・白井杏奈（小6・埼玉県）・オルトン花菜ベティ（小6・神奈川県）・藤本林花美愛（小6・神奈川県）                                                  | |
| 第20回 | 2016年6・7月号            | 2016年10月号 | 13,252人             | 65人     | 18人     | 多田成美（中1・東京都）・青井乃乃（中1・大阪府）・濵尾咲綺（中1・神奈川県）・若林真帆（小6・佐賀県）                                                                                           | |
| 第21回 | 2017年6・7月号            | 2017年10月号 | 14,734人             | 非公表   | 非公表   | 小林花南（中1・東京都）・池未来実（小6・大阪府）・平澤遙（小6・和歌山県）・広瀬まのか（小6・東京都）・湊胡遥（小6・大阪府）・組橋星奈（小5・福島県）                                           | |
| 第22回 | 2018年6・7月号            | 2018年10月号 | 11,728人             | 69人     | 20人     | 加藤咲希（中2・大阪府）・北川花音（中1・大阪府）・野崎奈菜（中1・神奈川県）・深尾あむ（中1・滋賀県）・宮本和奏（小6・東京都）                                                                  | |
| 第23回 | 2019年6・7月号            | 2019年10月号 | 10,680人             | 68人     | 22人     | 田中南（中1・東京都）・太田雫（中1・愛知県）・近藤結良（小6・愛知県）・河村果歩（小6・岐阜県）・吉岡優奈（小5・大阪府）                                                                        | |
| 第24回 | 2020年6月号・7&8月合併号  | 2021年1月号  | 12,546人             | 87人     | 20人     | 足川結珠（中1・東京都）・佐藤菜月海（中1・神奈川県）・髙橋快空（中1・宮城県）・藤野有紗（中1・栃木県）・林美央子（小6・愛知県）                                                                | |
| 第25回 | 2021年                    | 2021年10月号 | 10,104人             | 67人     | 18人     | 池端杏慈（中2・東京都）・榎本月海（中1・静岡県）・川原美杏（中1・東京都）・吉本麗南（中1・東京都）・伊藤沙音（小6・東京都）                                                                    | |
| 第26回 | 2022年                    | 2022年9月号  | 10,480人             | 62人     | 非公表   | 白尾留菜（小6・神奈川県）・青山姫乃（中1・山形県）・国本姫万里（中1・東京都）・松田美優（中1・神奈川県）                                                                                       | |
| 第27回 | 2023年                    | 2023年10月号 | 7,706人              | 72人     | 18人     | 十文字陽菜（中1・群馬県）・松尾そのま（中1・大阪府）・梨里花（中1・東京都）・上妻美咲（中3・熊本県）                                                                                           | |
| 第28回 | 2024年6月号・7＆8月合併号 | 2024年12月号 | 7,634人              | 非公表   | 18人     | 相沢伊吹(中1・神奈川県)・大月美空(中1・愛知県)・泉有乃(中2・東京都)・佐々木花奈(中3・千葉県)                                                                                                   | |